# Maria Thorisdottir
Maria Thorisdottir, née le 5 juin 1993, est une footballeuse internationale norvégienne évoluant au poste de défenseure centrale. Elle est la fille de l'islandais Þórir Hergeirsson, entraîneur de l'équipe de Norvège féminine de handball depuis 2001.
Elle signe olympique de marseille le 18 août 2025

## Biographie

### En club
De 2010 à 2012, elle joue dans le club de Klepp IL et dans les différentes équipes juniors de Norvège. Mais, lors de la Coupe du monde des U20, elle se blesse à un genou et doit mettre sa carrière entre parenthèses. A l'été 2014, elle recommence à s'entraîner avec son club et jouera l'année suivante avec la sélection des U23.
En 2017, elle signe pour le club de Chelsea où elle rejoint une autre internationale norvégienne, Maren Mjelde.
Le 22 janvier 2021, elle rejoint Manchester United.
Le 30 août 2023, Maria Thorisdottir quitte Manchester United pour signer à Brighton & Hove Albion, rejoignant ainsi sa compatriote Guro Bergsvand,.

### En équipe nationale
Après avoir joué dans chacune des sélections juniors de Norvège, elle reprend en 2015 avec les U23. Elle participe à l'Algarve Cup 2015, où elle impressionne la sélectionneuse Even Pellerud, ce qui lui vaut d'être convoquée pour la Coupe du monde qui a lieu quelques semaines plus tard au Canada.